# Te puedo sentir (álbum de Alex Campos)
Te puedo sentir es la séptima producción del cantante cristiano Alex Campos, la cual fue grabada en el evento Raza de Campeones 2009: El Desafío el 15 de marzo del 2009 en Bogotá, Colombia. Su lanzamiento fue el 3 de noviembre del 2009 pese a que aún no había sido lanzado este CD, ya figuraba en varios medios (entre ellos, la página oficial de Alex Campos) uno de los temas de esta nueva producción, el cual lleva por nombre Busco.
Esta producción es una versión en vivo de la mayoría de sus canciones de su anterior disco y también un recorrido por muchas de sus canciones que lo han dado a conocer en toda América Latina durante los diez últimos años, en la que participaron los artistas que habían grabado junto a Alex Campos y su banda en discos anteriores.
Otro factor sobresaliente es la participación de diversos exponentes de la música cristiana que acompañan a Alex Campos interpretando duetos. Entre ellos, se encuentran Coalo Zamorano («Me robaste el corazón»), Marcela Gándara («Junto a ti»), Jez («Come On»), Dr. P («La fruta prohibida») y Ulises Eyherabide, del grupo Rescate («Dímelo»).
El doble DVD abarca una selección de 22 temas con varias fusiones de estilos y géneros musicales como el pop, rock y el hip-hop. Además contiene varias canciones de su álbum «Cuidaré de ti» (Nominado al Grammy Latino 2008) al igual que otros éxitos como «Su dulce voz» y «Eres mi sol» de producciones anteriores.
El disco contiene además dos temas nuevos; uno es el primer sencillo que se titula «Busco» el otro es el que le da nombre a esta producción: «Te puedo sentir».

## Lista de canciones
| Disco 1 |                                    |          |  |
| N.º     | Título                             | Duración |  |
| 1.      | «Intro»                            | 1:21     |  |
| 2.      | «Más que ayer»                     | 4:06     |  |
| 3.      | «Tu planeta»                       | 5:46     |  |
| 4.      | «La fruta prohibida» (con Dr. P)   | 6:19     |  |
| 5.      | «Te estoy esperando»               | 4:11     |  |
| 6.      | «Eres mi sol»                      | 5:00     |  |
| 7.      | «Sueño de morir»                   | 6:07     |  |
| 8.      | «Come on» (con Jez)                | 4:06     |  |
| 9.      | «Junto a ti» (con Marcela Gándara) | 3:40     |  |
| 10.     | «Te quiero»                        | 5:39     |  |
| 11.     | «Cuidaré de ti»                    | 4:48     |  |

| Disco 2 |                                              |          |  |
| N.º     | Título                                       | Duración |  |
| 1.      | «Busco»                                      | 6:03     |  |
| 2.      | «Su dulce voz»                               | 4:59     |  |
| 3.      | «Me robaste el corazón» (con Coalo Zamorano) | 5:13     |  |
| 4.      | «El sonido del silencio»                     | 6:11     |  |
| 5.      | «Como el color de la sangre»                 | 3:49     |  |
| 6.      | «Te puedo sentir»                            | 6:13     |  |
| 7.      | «Tu amor y mi amor»                          | 4:20     |  |
| 8.      | «Tu poeta»                                   | 4:34     |  |
| 9.      | «Dímelo» (con Ulises de Rescate)             | 3:30     |  |
| 10.     | «Tú eres»                                    | 3:50     |  |
| 11.     | «Dios creó»                                  | 4:49     |  |
| 12.     | «Me dijo»                                    | 4:08     |  |

## Premios y reconocimientos
El álbum estuvo nominado en los Premios Grammy Latinos de 2010, significando la segunda nominación del artista.